# Tyskland i olympiska sommarspelen 2008
Tyskland i olympiska sommarspelen 2008 bestod av 463 idrottare som blivit uttagna av Tysklands olympiska kommitté.

## Badminton
- Huvudartikel: Badminton vid olympiska sommarspelen 2008
- Herrar

| Namn          | Gren   | 32-delsfinal                      | 16-delsfinal                      | 8-delsfinal             | Kvartsfinal      | Semifinal        | Final            | Final            |  |
| Namn          | Gren   | Resultat                          | Resultat                          | Resultat                | Resultat         | Resultat         | Resultat         | Plats            |  |
| ------------- | ------ | --------------------------------- | --------------------------------- | ----------------------- | ---------------- | ---------------- | ---------------- | ---------------- |  |
| Marc Zwiebler | Singel | \|Evans (IRL) W 21-18 18-21 21-19 | \|Smith (GBR) W 16-21 21-13 21-17 | Lee (KOR) L 13-21 11-21 | Gick inte vidare | Gick inte vidare | Gick inte vidare | Gick inte vidare |  |

- Damer

| Namn       | Gren   | 32-delsfinal | 16-delsfinal                | 8-delsfinal               | Kvartsfinal             | Semifinal        | Final            | Final            |  |
| Namn       | Gren   | Resultat     | Resultat                    | Resultat                  | Resultat                | Resultat         | Resultat         | Plats            |  |
| ---------- | ------ | ------------ | --------------------------- | ------------------------- | ----------------------- | ---------------- | ---------------- | ---------------- |  |
| Huaiwen Xu | Singel |              | Nieminen (FIN) W 21-17 21-8 | Hallam (GBR) W 21-20 21-7 | Xie (CHN) L 19-21 20-22 | Gick inte vidare | Gick inte vidare | Gick inte vidare |  |

- Mixed

| Namn                         | Gren  | 32-delsfinal | 16-delsfinal | 8-delsfinal                                 | Kvartsfinal      | Semifinal        | Final            | Final            |  |
| Namn                         | Gren  | Resultat     | Resultat     | Resultat                                    | Resultat         | Resultat         | Resultat         | Plats            |  |
| ---------------------------- | ----- | ------------ | ------------ | ------------------------------------------- | ---------------- | ---------------- | ---------------- | ---------------- |  |
| Kristof Hopp Birgit Overzier | Mixed |              |              | (3) Limpele och Marissa (INA) L 12-21 12-21 | Gick inte vidare | Gick inte vidare | Gick inte vidare | Gick inte vidare |  |

## Basketboll
- Huvudartikel: Basketboll vid olympiska sommarspelen 2008

| Lag      | V | F | PF  | PA  | PDiff | Poäng |
| -------- | - | - | --- | --- | ----- | ----- |
| USA      | 5 | 0 | 515 | 354 | +161  | 10    |
| Spanien  | 4 | 1 | 418 | 369 | +49   | 9     |
| Grekland | 3 | 2 | 415 | 375 | +40   | 8     |
| Kina     | 2 | 3 | 366 | 400 | -34   | 7     |
| Tyskland | 1 | 4 | 330 | 390 | -60   | 6     |
| Angola   | 0 | 5 | 321 | 477 | -156  | 5     |

| 2008-08-10 |          |          |
| Tyskland   | 95 – 66  | Angola   |
| 2008-08-12 |          |          |
| Grekland   | 87 – 64  | Tyskland |
| 2008-08-14 |          |          |
| Tyskland   | 59 – 72  | Spanien  |
| 2008-08-16 |          |          |
| Kina       | 59 – 55  | Tyskland |
| 2008-08-18 |          |          |
| USA        | 106 – 57 | Tyskland |

## Bordtennis
- Huvudartikel: Bordtennis vid olympiska sommarspelen 2008
- Singel, herrar

| Idrottare          | Gren   | Grundomgång          | Omgång 1             | Omgång 2                | Omgång 3                      | Omgång 4                | Kvartsfinal          | Semifinal            | Final                |
| Idrottare          | Gren   | Motståndare Resultat | Motståndare Resultat | Motståndare Resultat    | Motståndare Resultat          | Motståndare Resultat    | Motståndare Resultat | Motståndare Resultat | Motståndare Resultat |
| ------------------ | ------ | -------------------- | -------------------- | ----------------------- | ----------------------------- | ----------------------- | -------------------- | -------------------- | -------------------- |
| Timo Boll          | Singel |                      |                      |                         | Kim Hyok Bong (PRK) W 4-1     | Oh Sang Eun (KOR) L 1-4 | Gick inte vidare     | Gick inte vidare     | Gick inte vidare     |
| Dimitrij Ovtcharov | Singel |                      |                      |                         | Adrian Crisan (ROU) W 4-3     | Ko Lai Chak (HKG) L 1-4 | Gick inte vidare     | Gick inte vidare     | Gick inte vidare     |
| Christian Süß      | Singel |                      |                      | János Jakab (HUN) W 4-1 | Vladimir Samsonov (BLR) L 0-4 | Gick inte vidare        | Gick inte vidare     | Gick inte vidare     | Gick inte vidare     |

- Lag, herrar

| Lag       | Poäng | Matcher | Vinster | Förluster | GW | GL |
| --------- | ----- | ------- | ------- | --------- | -- | -- |
| Tyskland  | 6     | 3       | 3       | 0         | 9  | 1  |
| Kroatien  | 5     | 3       | 2       | 1         | 6  | 4  |
| Singapore | 4     | 3       | 1       | 2         | 5  | 6  |
| Kanada    | 3     | 3       | 0       | 3         | 0  | 9  |

13 augusti
| Tyskland | 3–0 | Kroatien |

14 augusti
| Tyskland | 3–0 | Kanada    |
| Tyskland | 3–1 | Singapore |

|  | Semifinaler | Semifinaler | Semifinaler | Semifinaler | Semifinaler |   |   | Final | Final | Final | Final | Final |  |
|  |             |             |             |             |             |   |   |       |       |       |       |       |  |
|  |             |             |             |             |             |   |   |       |       |       |       |       |  |
|  | 1           | Kina        | 3           | 3           | 3           |   |   |       |       |       |       |       |  |
|  | 1           | Kina        | 3           | 3           | 3           |   |   |       |       |       |       |       |  |
|  | 2           | Sydkorea    | 2           | 1           | 0           |   |   |       |       |       |       |       |  |
|  | 2           | Sydkorea    | 2           | 1           | 0           |   | 1 | Kina  | 3     | 3     | 3     |       |  |
|  |             |             |             |             |             |   | 1 | Kina  | 3     | 3     | 3     |       |  |
|  |             |             | 4           | Tyskland    | 0           | 1 | 1 |       |       |       |       |       |  |
|  | 4           | Tyskland    | 4           | Tyskland    | 0           | 1 | 1 | 3     | 3     | 1     |       |       |  |
|  | 4           | Tyskland    |             |             |             |   |   |       |       | 1     |       |       |  |
|  | 5           | Japan       | 2           | 1           | 3           |   |   |       |       |       |       |       |  |
|  | 5           | Japan       | 2           | 1           | 3           |   |   |       |       |       |       |       |  |
|  |             |             |             |             |             |   |   |       |       |       |       |       |  |

- Singel, damer

| Idrottare   | Gren   | Grundomgång          | Omgång 1             | Omgång 2             | Omgång 3                 | Omgång 4             | Kvartsfinal          | Semifinal            | Final                |
| Idrottare   | Gren   | Motståndare Resultat | Motståndare Resultat | Motståndare Resultat | Motståndare Resultat     | Motståndare Resultat | Motståndare Resultat | Motståndare Resultat | Motståndare Resultat |
| ----------- | ------ | -------------------- | -------------------- | -------------------- | ------------------------ | -------------------- | -------------------- | -------------------- | -------------------- |
| Elke Schall | Singel |                      |                      | Melek Hu (TUR) L 2-4 | Gick inte vidare         | Gick inte vidare     | Gick inte vidare     | Gick inte vidare     | Gick inte vidare     |
| Jiaduo Wu   | Singel |                      |                      |                      | Li Qiangbing (AUT) L 3-4 | Gick inte vidare     | Gick inte vidare     | Gick inte vidare     | Gick inte vidare     |

- Lag, damer

| Lag      | Poäng | Matcher | Vinster | Förluster | GW | GL |
| -------- | ----- | ------- | ------- | --------- | -- | -- |
| Hongkong | 6     | 3       | 3       | 0         | 9  | 0  |
| Rumänien | 5     | 3       | 2       | 1         | 6  | 5  |
| Polen    | 4     | 3       | 1       | 2         | 5  | 7  |
| Tyskland | 3     | 3       | 0       | 3         | 1  | 9  |

13 augusti
| Tyskland | 0–3 | Rumänien |

14 augusti
| Tyskland | 1–3 | Polen    |
| Hongkong | 3–0 | Tyskland |

## Boxning
- Huvudartikel: Boxning vid olympiska sommarspelen 2008

| Tävlande            | Viktklass  | Sextondelsfinal       | Åttondelsfinal       | Kvartsfinal          | Semifinal            | Final                |
| Tävlande            | Viktklass  | Motståndare Resultat  | Motståndare Resultat | Motståndare Resultat | Motståndare Resultat | Motståndare Resultat |
| ------------------- | ---------- | --------------------- | -------------------- | -------------------- | -------------------- | -------------------- |
| Rustamhodza Rahimov | Bantamvikt | Tojibaev (UZB) L 2-11 | Gick inte vidare     | Gick inte vidare     | Gick inte vidare     | Gick inte vidare     |
| Wilhelm Gratschow   | Fjädervikt | Shili (TUN) L 5-14    | Gick inte vidare     | Gick inte vidare     | Gick inte vidare     | Gick inte vidare     |
| Jack Culcay Keth    | Weltervikt | Kim (KOR) L 11-11+    | Gick inte vidare     | Gick inte vidare     | Gick inte vidare     | Gick inte vidare     |
| Konstantin Buga     | Medelvikt  | Gongora (ECU) L 7-14  | Gick inte vidare     | Gick inte vidare     | Gick inte vidare     | Gick inte vidare     |

## Brottning
- Huvudartikel: Brottning vid olympiska sommarspelen 2008

| Tävlande             | Gren                        | Kvalifikation                              | 1/8 Final                                 | Kvartsfinal                          | Semifinal                     | Återkval 1           | Återkval 2                              | Final                                 | Placering |
| Tävlande             | Gren                        | Motståndare Resultat                       | Motståndare Resultat                      | Motståndare Resultat                 | Motståndare Resultat          | Motståndare Resultat | Motståndare Resultat                    | Motståndare Resultat                  | Placering |
| -------------------- | --------------------------- | ------------------------------------------ | ----------------------------------------- | ------------------------------------ | ----------------------------- | -------------------- | --------------------------------------- | ------------------------------------- | --------- |
| Davyd Bichinashvili  | Fristil, mellanvikt         | Revazi Mindorasjvili (GEO) L 4-1, 0-2, 1-3 | Gick inte vidare                          | Gick inte vidare                     | Gick inte vidare              | Bye                  | Harutyun Yenokyan (ARM) W 1-0, 1-3, 2-0 | Georgij Ketojev (RUS) L 0-3, 2-0, 2-2 | =5        |
| Stefan Kehrer        | Fristil, tungvikt           | Hakan Koç (TUR) L 0-1, 1-1                 | Gick inte vidare                          | Gick inte vidare                     | Gick inte vidare              | Gick inte vidare     | Gick inte vidare                        | Gick inte vidare                      | 13        |
| Alexandra Engelhardt | Fristil, flugvikt           | Tatyana Bakatyuk (KAZ) L 0-1, 0-1          | Gick inte vidare                          | Gick inte vidare                     | Gick inte vidare              | Gick inte vidare     | Gick inte vidare                        | Gick inte vidare                      | =14       |
| Anita Schätzle       | Fristil, tungvikt           | Audrey Prieto (FRA) W 2-4, F-0             | Agnieszka Wieszczek (POL) W 1-1, 2-0, 1-4 | Gick inte vidare                     | Gick inte vidare              | Gick inte vidare     | Gick inte vidare                        | Gick inte vidare                      | 7         |
| Markus Thätner       | Grekisk-romersk, lättvikt   |                                            | Darkhan Bayakhmetov (KAZ) L 1-2, 1-3      | Gick inte vidare                     | Gick inte vidare              | Gick inte vidare     | Gick inte vidare                        | Gick inte vidare                      | 18        |
| Konstantin Schneider | Grekisk-romersk, weltervikt |                                            | Messaoud Zeghdane (ALG) W 4-1, 4-0        | Manutjar Kvirkvelia (GEO) L 0-3, 0-5 | Gick inte vidare              | Gick inte vidare     | Christophe Guenot (FRA) L 1-2, 1-2      | Gick inte vidare                      | 9         |
| Mirko Englich        | Grekisk-romersk, tungvikt   |                                            | Han Tae-Young (KOR) W 2-1, 2-2            | Elis Guri (ALB) W 1-1, 6-, 1-1       | Adam Wheeler (USA) W 2-1, 2-2 |                      |                                         | Aslanbek Chusjtov (RUS) L 0-6, 0-3    |           |

## Bågskytte
- Huvudartikel: Bågskytte vid olympiska sommarspelen 2008
- Herrar

| Namn        | Gren         | Rankingrunda | Rankingrunda | 32-delsfinal                      | 16-delsfinal     | 8-delsfinal      | Kvartsfinal      | Semifinal        | Final            | Final            |
| Namn        | Gren         | Poäng        | Seed         | Resultat                          | Resultat         | Resultat         | Resultat         | Resultat         | Resultat         | Plats            |
| ----------- | ------------ | ------------ | ------------ | --------------------------------- | ---------------- | ---------------- | ---------------- | ---------------- | ---------------- | ---------------- |
| Jens Pieper | Individuellt | 648          | 45           | Oleksandr Serdjuk (UKR) L 105-107 | Gick inte vidare | Gick inte vidare | Gick inte vidare | Gick inte vidare | Gick inte vidare | Gick inte vidare |

- Damer

| Namn         | Gren         | Rankingrunda | Rankingrunda | 32-delsfinal                    | 16-delsfinal                   | 8-delsfinal      | Kvartsfinal      | Semifinal        | Final            | Final            |                  |
| Namn         | Gren         | Poäng        | Seed         | Resultat                        | Resultat                       | Resultat         | Resultat         | Resultat         | Resultat         | Plats            |                  |
| ------------ | ------------ | ------------ | ------------ | ------------------------------- | ------------------------------ | ---------------- | ---------------- | ---------------- | ---------------- | ---------------- | ---------------- |
| Anja Hitzler | Individuellt | 629          | 33           | Sophie Dodemont (FRA) W 107-106 | Park Sung-hyun (KOR) L 107-112 | Gick inte vidare | Gick inte vidare | Gick inte vidare | Gick inte vidare | Gick inte vidare | Gick inte vidare |

## Cykling
- Huvudartikel: Cykling vid olympiska sommarspelen 2008

### Mountainbike
Herrar
| Cyklist          | Gren         | Tid     | Placering |
| ---------------- | ------------ | ------- | --------- |
| Manuel Fumic     | Mountainbike | 2:01:16 | 11        |
| Wolfram Kurschat | Mountainbike | -2 varv | 33        |
| Moritz Milatz    | Mountainbike | 2:02:59 | 16        |

Damer
| Cyklist         | Gren         | Tid     | Placering |
| --------------- | ------------ | ------- | --------- |
| Adelheid Morath | Mountainbike | 2:02:25 | 18        |
| Sabine Spitz    | Mountainbike | 1:45:11 |           |

### Landsväg
Herrar
| Cyklist           | Gren      | Tid               | Placering |
| ----------------- | --------- | ----------------- | --------- |
| Gerald Ciolek     | Linjelopp | DNF               | DNF       |
| Bert Grabsch      | Linjelopp | DNF               | DNF       |
| Bert Grabsch      | Tempolopp | 1:05:26           | 14        |
| Stefan Schumacher | Linjelopp | DNF               | DNF       |
| Stefan Schumacher | Tempolopp | 1:05:25           | 13        |
| Jens Voigt        | Linjelopp | DNF               | DNF       |
| Fabian Wegmann    | Linjelopp | 6h 26' 17 (+2:28) | 21        |

Damer
| Cyklist           | Gren      | Tid     | Placering |
| ----------------- | --------- | ------- | --------- |
| Judith Arndt      | Linjelopp | 3:33:51 | 41        |
| Judith Arndt      | Tempolopp | 35:59   | 6         |
| Hanka Kupfernagel | Linjelopp | 3:33:25 | 39        |
| Hanka Kupfernagel | Tempolopp | 36:35   | 11        |
| Trixi Worrack     | Linjelopp | 3:32:52 | 20        |

### Bana
Sprint
| Cyklist                                  | Gren                | Kvalificering  | Kvalificering | 1/16-final (uppsamling)           | 1/8-final (uppsamling)            | Kvartsfinal                          | Semifinal                            | Finaler (5-12:e plats)                              | Finaler (5-12:e plats) |
| Cyklist                                  | Gren                | Time Hastighet | Placering     | Motståndare Tid Hastighet         | Motståndare Tid Hastighet         | Motståndare Tid Hastighet            | Motståndare Tid Hastighet            | Motståndare Tid Hastighet                           | Placering              |
| ---------------------------------------- | ------------------- | -------------- | ------------- | --------------------------------- | --------------------------------- | ------------------------------------ | ------------------------------------ | --------------------------------------------------- | ---------------------- |
| Maximilian Levy                          | Herrarnas sprint    | 10.199 70.595  | 6             | Teun Mulder (NED) W 10.840 66.420 | Ryan Bayley (AUS) W 10.763 66.895 | Teun Mulder (NED) W 10.689, W 10.660 | Jason Kenny (GBR) W 10.594, W 10.335 | Mickaël Bourgain (FRA) L 11.047, W 10.666, L 10.560 | 4                      |
| Stefan Nimke                             | Herrarnas sprint    | 10.064 71.542  | 3             | Lei Zhang (CHN) W 10.828 66.494   | Teun Mulder (NED) L 10.888 66.127 | Gick inte vidare                     | Gick inte vidare                     | Gick inte vidare                                    | Gick inte vidare       |
| René Enders Maximilian Levy Stefan Nimke | Herrarnas lagsprint | 44.197         | 3             |                                   |                                   | Japan W 43.699 62.741                |                                      | Australien W 43.699 62.741                          |                        |

Förföljelser
| Cyklist     | Gren                 | Kvalomgång | Kvalomgång | 1:a omgången     | 1:a omgången     | Finaler          | Finaler          |
| Cyklist     | Gren                 | Tid        | Placering  | Motståndare Tid  | Placering        | Motståndare Tid  | Placering        |
| ----------- | -------------------- | ---------- | ---------- | ---------------- | ---------------- | ---------------- | ---------------- |
| Verena Jooß | Damernas förföljelse | 3:34.480   | 11         | Gick inte vidare | Gick inte vidare | Gick inte vidare | Gick inte vidare |

Keirin
| Cyklist           | Gren   | 1:a omgången | Uppsamling | 2:a omgången | Finaler (7-12:e plats) |
| Cyklist           | Gren   | Placering    | Placering  | Placering    | Placering              |
| ----------------- | ------ | ------------ | ---------- | ------------ | ---------------------- |
| Carsten Bergemann | Keirin | 5            |            | 6            | 5                      |
| Maximilian Levy   | Keirin |              | 8          |              |                        |

Poänglopp
| Cyklist                  | Gren                | Poäng/varv | Placering |
| ------------------------ | ------------------- | ---------- | --------- |
| Roger Kluge              | Herrarnas poänglopp | 58         |           |
| Verena Jooß              | Damernas poänglopp  | -1         | DNF       |
| Roger Kluge Olaf Pollack | Madison             | 15         | 5         |

## Fotboll
- Huvudartikel: Fotboll vid olympiska sommarspelen 2008

### Damer
| Nr          | Namn                   | Klubb               | Född              | SM        | Mål       |           | Gult kort · Gult kort · Rött kort | Rött kort |
| Målvakter   | Målvakter              | Målvakter           | Målvakter         | Målvakter | Målvakter | Målvakter | Målvakter                         | Målvakter |
| ----------- | ---------------------- | ------------------- | ----------------- | --------- | --------- | --------- | --------------------------------- | --------- |
| 1           | Nadine Angerer         | Djurgårdens IF      | 10 november 1978  | 0         | 0         | 0         | 0                                 | 0         |
| 12          | Ursula Holl            | SC 07 Bad Neuenahr  | 26 juni 1982      | 0         | 0         | 0         | 0                                 | 0         |
| Försvarare  |                        |                     |                   |           |           |           |                                   |           |
| 2           | Kerstin Stegemann      | Wattenscheid 09     | 29 september 1977 | 0         | 0         | 0         | 0                                 | 0         |
| 3           | Saskia Bartusiak       | 1. FFC Frankfurt    | 9 september 1982  | 0         | 0         | 0         | 0                                 | 0         |
| 4           | Babett Peter           | FFC Turbine Potsdam | 12 maj 1988       | 0         | 0         | 0         | 0                                 | 0         |
| 5           | Annike Krahn           | FCR 2001 Duisburg   | 1 juli 1985       | 0         | 0         | 0         | 0                                 | 0         |
| 6           | Linda Bresonik         | SG Essen-Schönebeck | 7 december 1983   | 0         | 0         | 0         | 0                                 | 0         |
| 17          | Ariane Hingst          | Djurgårdens IF      | 25 juli 1979      | 0         | 0         | 0         | 0                                 | 0         |
| Mittfältare |                        |                     |                   |           |           |           |                                   |           |
| 7           | Melanie Behringer      | SC Freiburg         | 18 november 1979  | 0         | 0         | 0         | 0                                 | 0         |
| 10          | Renate Lingor          | 1. FFC Frankfurt    | 11 oktober 1975   | 0         | 0         | 0         | 0                                 | 0         |
| 13          | Célia Okoyino da Mbabi | SC 07 Bad Neuenahr  | 27 juni 1988      | 0         | 0         | 0         | 0                                 | 0         |
| 14          | Simone Laudehr         | FCR 2001 Duisburg   | 12 juli 1986      | 0         | 0         | 0         | 0                                 | 0         |
| 15          | Fatmire Bajramaj       | FCR 2001 Duisburg   | 1 april 1988      | 0         | 0         | 0         | 0                                 | 0         |
| 18          | Kerstin Garefrekes     | 1. FFC Frankfurt    | 4 september 1979  | 0         | 0         | 0         | 0                                 | 0         |
| Anfallare   |                        |                     |                   |           |           |           |                                   |           |
| 8           | Sandra Smisek          | 1. FFC Frankfurt    | 3 juli 1977       | 0         | 0         | 0         | 0                                 | 0         |
| 9           | Birgit Prinz           | 1. FFC Frankfurt    | 25 oktober 1977   | 0         | 0         | 0         | 0                                 | 0         |
| 11          | Anja Mittag            | FFC Turbine Potsdam | 16 maj 1985       | 0         | 0         | 0         | 0                                 | 0         |
| 16          | Conny Pohlers          | 1. FFC Frankfurt    | 16 november 1978  | 0         | 0         | 0         | 0                                 | 0         |
| Coach       |                        |                     |                   |           |           |           |                                   |           |
|             | Silvia Neid            |                     | 2 maj 1964        |           |           |           |                                   |           |

- Grupp F'

| Lag       | S | V | O | F | GM | IM | MS | P |
| --------- | - | - | - | - | -- | -- | -- | - |
| Brasilien | 3 | 2 | 1 | 0 | 5  | 2  | +3 | 7 |
| Tyskland  | 3 | 2 | 1 | 0 | 2  | 0  | +2 | 7 |
| Nordkorea | 3 | 1 | 0 | 2 | 2  | 3  | −1 | 3 |
| Nigeria   | 3 | 0 | 0 | 3 | 1  | 5  | −4 | 0 |

|       | 6 augusti 2008 | Tyskland | 0 – 0           | Brasilien | Shenyang Olympic Stadium, Shenyang      |                                         |
| 17.00 | 17.00          |          | (0 – 0) Rapport |           | Publik: 20 703 Domare: Kari Seitz (USA) | Publik: 20 703 Domare: Kari Seitz (USA) |
| 17.00 | 17.00          |          |                 |           | Publik: 20 703 Domare: Kari Seitz (USA) | Publik: 20 703 Domare: Kari Seitz (USA) |
| 17.00 | 17.00          |          |                 |           | Publik: 20 703 Domare: Kari Seitz (USA) | Publik: 20 703 Domare: Kari Seitz (USA) |

|       | 9 augusti 2008 | Nigeria | 0 – 1           | Tyskland      | Shenyang Olympic Stadium, Shenyang               |                                                  |
| 17.00 | 17.00          |         | (0 – 0) Rapport | 65′ Stegemann | Publik: 19 266 Domare: Jenny Palmqvist (Sverige) | Publik: 19 266 Domare: Jenny Palmqvist (Sverige) |
| 17.00 | 17.00          |         |                 |               | Publik: 19 266 Domare: Jenny Palmqvist (Sverige) | Publik: 19 266 Domare: Jenny Palmqvist (Sverige) |
| 17.00 | 17.00          |         |                 |               | Publik: 19 266 Domare: Jenny Palmqvist (Sverige) | Publik: 19 266 Domare: Jenny Palmqvist (Sverige) |

|       | 12 augusti 2008 | Nordkorea | 0 – 1           | Tyskland   | Tianjin Olympic Center Stadium, Tianjin               |                                                       |
| 17.00 | 17.00           |           | (0 – 0) Rapport | 86′ Mittag | Publik: 12 387 Domare: Dianne Ferreira-James (Guyana) | Publik: 12 387 Domare: Dianne Ferreira-James (Guyana) |
| 17.00 | 17.00           |           |                 |            | Publik: 12 387 Domare: Dianne Ferreira-James (Guyana) | Publik: 12 387 Domare: Dianne Ferreira-James (Guyana) |
| 17.00 | 17.00           |           |                 |            | Publik: 12 387 Domare: Dianne Ferreira-James (Guyana) | Publik: 12 387 Domare: Dianne Ferreira-James (Guyana) |

#### Slutspel
|  | Kvartsfinal | Kvartsfinal | Kvartsfinal |     |         | Semifinal | Semifinal | Semifinal |            |            | Final      | Final      | Final |
|  |             |             |             |     |         |           |           |           |            |            |            |            |       |
|  | F1          | Brasilien   | 2           |     |         |           |           |           |            |            |            |            |       |
|  | G2          | Norge       | 1           |     |         |           |           |           |            |            |            |            |       |
|  | G2          | Norge       | 1           |     | F1      | Brasilien | 4         |           |            |            |            |            |       |
|  |             |             |             |     | F1      | Brasilien | 4         |           |            |            |            |            |       |
|  |             | F2          | Tyskland    | 1   |         |           |           |           |            |            |            |            |       |
|  | E2          | F2          | Tyskland    | 1   | Sverige | 0         |           |           |            |            |            |            |       |
|  | E2          |             |             |     | Sverige | 0         |           |           |            |            |            |            |       |
|  | F2          | Tyskland    | 2           |     |         |           |           |           |            |            |            |            |       |
|  |             |             |             |     |         |           |           |           |            |            | F1         | Brasilien  | 0     |
|  |             |             | G1          | USA | 1       |           |           |           |            |            |            |            |       |
|  | G1          | USA         | 2           |     |         |           |           |           |            |            |            |            |       |
|  | E3          | Kanada      | 1           |     |         |           |           |           |            |            |            |            |       |
|  | E3          | Kanada      | 1           |     | G1      | USA       | 4         |           | Bronsmatch | Bronsmatch | Bronsmatch | Bronsmatch |       |
|  |             |             |             |     | G1      | USA       | 4         |           | Bronsmatch | Bronsmatch | Bronsmatch | Bronsmatch |       |
|  |             | G3          | Japan       | 2   |         |           |           |           |            |            |            |            |       |
|  | E1          | G3          | Japan       | 2   | Kina    | 0         |           | F2        | Tyskland   | 2          |            |            |       |
|  | E1          |             |             |     | Kina    | 0         |           | F2        | Tyskland   | 2          |            |            |       |
|  | G3          | Japan       | 2           |     |         |           |           |           |            |            | G3         | Japan      | 0     |

- Kvartsfinal

|  | 15 augusti 2008 21.00 | Sverige | 0 – 2          | Tyskland                     | Shenyang Olympic Stadium, Shenyang              |                                                 |
|  |                       |         | (0 – 0; 0 – 0) | 104′ Garefrekes 115′ Laudehr | Publik: 17 209 Domare: Dagmar Damkova, Tjeckien | Publik: 17 209 Domare: Dagmar Damkova, Tjeckien |
|  |                       |         |                |                              | Publik: 17 209 Domare: Dagmar Damkova, Tjeckien | Publik: 17 209 Domare: Dagmar Damkova, Tjeckien |
|  |                       |         |                |                              | Publik: 17 209 Domare: Dagmar Damkova, Tjeckien | Publik: 17 209 Domare: Dagmar Damkova, Tjeckien |

- Semifinal

|  | 18 augusti 2008 18.00 | Brasilien                                | 4 – 1   | Tyskland  | Shanghai-stadion, Shanghai                   |                                              |
|  |                       | Formiga 43′ Cristiane 49′, 76′ Marta 53′ | (1 – 1) | 10′ Prinz | Publik: 26 976 Domare: Hong Eun Ah, Sydkorea | Publik: 26 976 Domare: Hong Eun Ah, Sydkorea |
|  |                       |                                          |         |           | Publik: 26 976 Domare: Hong Eun Ah, Sydkorea | Publik: 26 976 Domare: Hong Eun Ah, Sydkorea |
|  |                       |                                          |         |           | Publik: 26 976 Domare: Hong Eun Ah, Sydkorea | Publik: 26 976 Domare: Hong Eun Ah, Sydkorea |

- Bronsmatch

|  | 21 augusti 2008 18.00 | Tyskland          | 2 – 0   | Japan | Beijing Workers' Stadium, Peking                 |                                                  |
|  |                       | Bajramaj 69′, 87′ | (0 – 0) |       | Publik: 49 285 Domare: Estela Alvarez, Argentina | Publik: 49 285 Domare: Estela Alvarez, Argentina |
|  |                       |                   |         |       | Publik: 49 285 Domare: Estela Alvarez, Argentina | Publik: 49 285 Domare: Estela Alvarez, Argentina |
|  |                       |                   |         |       | Publik: 49 285 Domare: Estela Alvarez, Argentina | Publik: 49 285 Domare: Estela Alvarez, Argentina |

## Friidrott
- Huvudartikel: Friidrott vid olympiska sommarspelen 2008

Förkortningar
- Noteringar – Placeringarna avser endast löparens eget heat
- Q = Kvalificerad till nästa omgång
- q = Kvalificerade sig till nästa omgång som den snabbaste idrottaren eller, i fältgrenarna, via placering utan att uppnå kvalgränsen.
- NR = Nationellt rekord
- N/A = Omgången ingick inte i grenen
- Bye = Idrottaren behövde inte delta i denna omgång

Herrar
Bana och landsväg
| Idrottare                                                                               | Gren       | Heat     | Heat      | Kvartsfinal | Kvartsfinal | Semifinal        | Semifinal        | Final            | Final            |
| Idrottare                                                                               | Gren       | Resultat | Placering | Resultat    | Placering   | Resultat         | Placering        | Resultat         | Placering        |
| --------------------------------------------------------------------------------------- | ---------- | -------- | --------- | ----------- | ----------- | ---------------- | ---------------- | ---------------- | ---------------- |
| André Höhne                                                                             | 20 km gång | i.u.     | i.u.      | i.u.        | i.u.        | i.u.             | i.u.             | 1:23:13          | 25               |
| André Höhne                                                                             | 50 km gång | i.u.     | i.u.      | i.u.        | i.u.        | i.u.             | i.u.             | 3:49:52          | 12               |
| Carsten Schlangen                                                                       | 1 500 m    | 3:36.34  | 6 q       | i.u.        | i.u.        | 3:37.94          | 8                | Gick inte vidare | Gick inte vidare |
| Tobias Unger                                                                            | 100 m      | 10.46    | 4 q       | 10.36       | 7           | Gick inte vidare | Gick inte vidare | Gick inte vidare | Gick inte vidare |
| Marius Broening Till Helmke Martin Keller Alexander Kosenkow Ronny Ostwald Tobias Unger | 4 x 100 m  | 38.93    | 3 Q       | i.u.        | i.u.        | i.u.             | i.u.             | 38.58            | 5                |
| Ruwen Faller Kamghe Gaba Simon Kirch Florian Seitz Bastian Swillims                     | 4 x 400 m  | 3:03.49  | 4         | i.u.        | i.u.        | i.u.             | i.u.             | Gick inte vidare | Gick inte vidare |

Fältgrenar
| Idrottare         | Gren           | Kval    | Kval      | Final            | Final            |
| Idrottare         | Gren           | Distans | Placering | Distans          | Placering        |
| ----------------- | -------------- | ------- | --------- | ---------------- | ---------------- |
| Sebastian Bayer   | Längdhopp      | 7.77    | 23        | Gick inte vidare | Gick inte vidare |
| Danny Ecker       | Stavhopp       | 5.65    | =9 q      | 5.70             | 6                |
| Markus Esser      | Släggkastning  | 77.60   | 6 q       | 77.10            | 7                |
| Robert Harting    | Diskuskastning | 64.19   | 8 q       | 67.09            | 4                |
| Raphael Holzdeppe | Stavhopp       | 5.65    | =3 q      | 5.60             | 8                |
| Tim Lobinger      | Stavhopp       | 5.55    | =16       | Gick inte vidare | Gick inte vidare |
| Peter Sack        | Kulstötning    | 20.01   | 13        | Gick inte vidare | Gick inte vidare |
| Raúl Spank        | Höjdhopp       | 2.29    | 5 Q       | 2.32             | 5                |
| Stephan Steding   | Spjutkastning  | 70.05   | 32        | Gick inte vidare | Gick inte vidare |
| Alexander Vieweg  | Spjutkastning  | 67.49   | 35        | Gick inte vidare | Gick inte vidare |

Kombinerade grenar – Tiokamp
| Idrottare        | Gren     | 100 m | LJ   | SP    | HJ   | 400 m | 110H  | DT    | PV   | JT    | 1500 m  | Final | Placering |
| ---------------- | -------- | ----- | ---- | ----- | ---- | ----- | ----- | ----- | ---- | ----- | ------- | ----- | --------- |
| Arthur Abele     | Resultat | 10.90 | 6.47 | 13.55 | 1.90 | DNS   | –     | –     | –    | –     | –       | DNF   | DNF       |
| Arthur Abele     | Poäng    | 883   | 691  | 701   | 714  | 0     | –     | –     | –    | –     | –       | DNF   | DNF       |
| André Niklaus    | Resultat | 11.12 | 7.29 | 13.23 | 2.05 | 49.65 | 14.37 | 45.39 | 5.20 | 60.21 | 4:32.90 | 8220  | 8         |
| André Niklaus    | Poäng    | 834   | 883  | 681   | 850  | 831   | 927   | 775   | 972  | 741   | 726     | 8220  | 8         |
| Michael Schrader | Resultat | 10.80 | 7.70 | 13.67 | 1.99 | 48.47 | 14.71 | 40.41 | 4.80 | 60.27 | 4:26.77 | 8194  | 10        |
| Michael Schrader | Poäng    | 906   | 985  | 708   | 794  | 886   | 885   | 673   | 849  | 742   | 766     | 8194  | 10        |

Damer
Bana & landsväg
| Idrottare                                                                               | Gren           | Heat       | Heat      | Semifinal | Semifinal | Final            | Final            |
| Idrottare                                                                               | Gren           | Resultat   | Placering | Resultat  | Placering | Resultat         | Placering        |
| --------------------------------------------------------------------------------------- | -------------- | ---------- | --------- | --------- | --------- | ---------------- | ---------------- |
| Susanne Hahn                                                                            | Maraton        | i.u.       | i.u.      | i.u.      | i.u.      | 2:38:31          | 52               |
| Melanie Kraus                                                                           | Maraton        | i.u.       | i.u.      | i.u.      | i.u.      | 2:35:17          | 30               |
| Sabrina Mockenhaupt                                                                     | 10 000 m       | i.u.       | i.u.      | i.u.      | i.u.      | 31:14.21         | 13               |
| Antje Möldner                                                                           | 3 000 m hinder | 9:29.86 NR | 7         | i.u.      | i.u.      | Gick inte vidare | Gick inte vidare |
| Carolin Nytra                                                                           | 100 m häck     | 12.95      | 4 q       | 12.99     | 7         | Gick inte vidare | Gick inte vidare |
| Melanie Seeger                                                                          | 20 km gång     | i.u.       | i.u.      | i.u.      | i.u.      | 1:31:56          | 23               |
| Sabine Zimmer                                                                           | 20 km gång     | i.u.       | i.u.      | i.u.      | i.u.      | 1:30:19          | 15               |
| Anne Möllinger Mareike Peters Verena Sailer Cathleen Tschirch Marion Wagner Katja Wakan | 4 x 100 m      | 43.59      | 3 Q       | i.u.      | i.u.      | 43.28            | 5                |
| Esther Cremer Florence Ekpo-Umoh Claudia Hoffmann Sorina Nwachukwu Jonna Tilgner        | 4 x 400 m      | 3:25.55    | 4 q       | i.u.      | i.u.      | 3:28.45          | 8                |

Fältgrenar
| Idrottare            | Gren          | Kval  | Kval      | Final            | Final            |
| Idrottare            | Gren          | Längd | Placering | Längd            | Placering        |
| -------------------- | ------------- | ----- | --------- | ---------------- | ---------------- |
| Ariane Friedrich     | Höjdhopp      | 1.93  | =5 q      | 1.96             | =7               |
| Betty Heidler        | Släggkastning | 71.51 | 7 Q       | 70.06            | 9                |
| Carolin Hingst       | Stavhopp      | 4.50  | =10 q     | 4.65             | 6                |
| Denise Hinrichs      | Kulstötning   | 18.36 | 16        | Gick inte vidare | Gick inte vidare |
| Kathrin Klaas        | Släggkastning | 67.54 | 22        | Gick inte vidare | Gick inte vidare |
| Nadine Kleinert      | Kulstötning   | 18.52 | 11 Q      | 19.01            | 7                |
| Katharina Molitor    | Spjutkastning | 60.92 | 9 q       | 59.64            | 8                |
| Steffi Nerius        | Spjutkastning | 63.94 | 3 Q       | 65.29            | 5                |
| Christina Obergföll  | Spjutkastning | 67.52 | 2 Q       | 66.13            | 3                |
| Anastasija Reiberger | Stavhopp      | 4.40  | 14        | Gick inte vidare | Gick inte vidare |
| Christina Schwanitz  | Kulstötning   | 19.09 | 5 Q       | 18.27            | 11               |
| Silke Spiegelburg    | Stavhopp      | 4.50  | 12 q      | 4.65             | 7                |

Kombinerade grenar – Sjukamp
| Mångkampare          | Gren     | 100H  | HJ   | SP    | 200 m | LJ   | JT    | 800 m   | Final | Placering |
| -------------------- | -------- | ----- | ---- | ----- | ----- | ---- | ----- | ------- | ----- | --------- |
| Sonja Kesselschläger | Resultat | 13.50 | 1.77 | 14.33 | 25.50 | 6.04 | 44.28 | 2:15.94 | 6140  | 16*       |
| Sonja Kesselschläger | Poäng    | 1050  | 941  | 816   | 841   | 862  | 750   | 880     | 6140  | 16*       |
| Jennifer Oeser       | Resultat | 13.57 | 1.80 | 13.62 | 24.67 | 6.16 | 47.53 | 2:11.33 | 6360  | 11*       |
| Jennifer Oeser       | Poäng    | 1040  | 978  | 769   | 917   | 899  | 812   | 945     | 6360  | 11*       |
| Lilli Schwarzkopf    | Resultat | 13.73 | 1.80 | 14.61 | 25.25 | 5.96 | 51.88 | 2:10.91 | 6379  | 8*        |
| Lilli Schwarzkopf    | Poäng    | 1017  | 978  | 835   | 864   | 837  | 897   | 951     | 6379  | 8*        |

## Fäktning
- Huvudartikel: Fäktning vid olympiska sommarspelen 2008

Herrar
| Idrottare          | Gren                  | Omgång 1          | Sextondelsfinal      | Åttondelsfinal          | Kvartsfinal        | Semifinal          | Final / BM        | Final / BM       |
| Idrottare          | Gren                  | Motståndare Poäng | Motståndare Poäng    | Motståndare Poäng       | Motståndare Poäng  | Motståndare Poäng  | Motståndare Poäng | Placering        |
| ------------------ | --------------------- | ----------------- | -------------------- | ----------------------- | ------------------ | ------------------ | ----------------- | ---------------- |
| Peter Joppich      | Florett, individuellt | i.u.              | BYE                  | Kruse (GBR) W 10–9      | Ota (JPN) L 12–15  | Gick inte vidare   | Gick inte vidare  | Gick inte vidare |
| Benjamin Kleibrink | Florett, individuellt | i.u.              | BYE                  | Chida (JPN) W 15–10     | Lei S (CHN) W 15–7 | Zhu J (CHN) W 15–4 | Ota (JPN) W 15–9  | 1                |
| Nicolas Limbach    | Sabel, individuellt   | BYE               | Koniusz (POL) W 15–7 | Buikevitj (BLR) L 14–15 | Gick inte vidare   | Gick inte vidare   | Gick inte vidare  | Gick inte vidare |

Damer
| Idrottare                                                      | Gren                  | Omgång 1              | Sextondelsfinal       | Åttondelsfinal           | Kvartsfinal                 | Semifinal                              | Final / BM                   | Final / BM       |
| Idrottare                                                      | Gren                  | Motståndare Poäng     | Motståndare Poäng     | Motståndare Poäng        | Motståndare Poäng           | Motståndare Poäng                      | Motståndare Poäng            | Placering        |
| -------------------------------------------------------------- | --------------------- | --------------------- | --------------------- | ------------------------ | --------------------------- | -------------------------------------- | ---------------------------- | ---------------- |
| Imke Duplitzer                                                 | Värja, individuellt   | i.u.                  | BYE                   | Jiménez (PAN) W 15–10    | Mincza-Nébald (HUN) L 11–15 | Gick inte vidare                       | Gick inte vidare             | Gick inte vidare |
| Britta Heidemann                                               | Värja, individuellt   | i.u.                  | BYE                   | Jung H-J (KOR) W 12–5    | Samuelsson (SWE) W 15–10    | Li N (CHN) W 15–13                     | Brânză (ROU) W 15–11         | 1                |
| Carolin Golubytskyi                                            | Florett, individuellt | BYE                   | Thompson (USA) W 13–5 | Sugawara (JPN) L 5–6     | Gick inte vidare            | Gick inte vidare                       | Gick inte vidare             | Gick inte vidare |
| Anja Schache                                                   | Florett, individuellt | BYE                   | Lamonova (RUS) L 2–15 | Gick inte vidare         | Gick inte vidare            | Gick inte vidare                       | Gick inte vidare             | Gick inte vidare |
| Katja Wächter                                                  | Florett, individuellt | Doig (PER) W 15–4     | Stahl (ROU) W 15–6    | Maîtrejean (FRA) W 15–10 | Trillini (ITA) L 8–15       | Gick inte vidare                       | Gick inte vidare             | Gick inte vidare |
| Carolin Golubytskyi Anja Schache Katja Wächter Melanie Wolgast | Florett, lag          | i.u.                  | i.u.                  | i.u.                     | Ungern L 31–35              | Klassificeringssemifinal Polen W 32–27 | 5:e plats-final Kina L 28–34 | 6                |
| Alexandra Bujdoso                                              | Sabel, individuellt   | Cloutier (CAN) W 15–2 | Tan X (CHN) L 6–15    | Gick inte vidare         | Gick inte vidare            | Gick inte vidare                       | Gick inte vidare             | Gick inte vidare |

## Gymnastik
- Huvudartikel: Gymnastik vid olympiska sommarspelen 2008

### Artistisk gymnastik
Herrar
Lag
| Gymnast            | Gren | Kval     | Kval    | Kval    | Kval    | Kval     | Kval     | Kval    | Kval      | Final   | Final   | Final   | Final   | Final   | Final   | Final   | Final     |
| Gymnast            | Gren | Redskap  | Redskap | Redskap | Redskap | Redskap  | Redskap  | Totalt  | Placering | Redskap | Redskap | Redskap | Redskap | Redskap | Redskap | Totalt  | Placering |
| Gymnast            | Gren | F        | PH      | R       | V       | PB       | HB       | Totalt  | Placering | F       | PH      | R       | V       | PB      | HB      | Totalt  | Placering |
| ------------------ | ---- | -------- | ------- | ------- | ------- | -------- | -------- | ------- | --------- | ------- | ------- | ------- | ------- | ------- | ------- | ------- | --------- |
| Thomas Andergassen | Lag  | i.u.     | 14.900  | 15.525  | i.u.    | 14.675   | i.u.     | i.u.    | i.u.      | i.u.    | 15.075  | 15.550  | i.u.    | i.u.    | i.u.    | i.u.    | i.u.      |
| Philipp Boy        | Lag  | 14.450   | 14.675  | 14.650  | 16.200  | 15.125   | 14.375   | 89.475  | 21 Q      | i.u.    | 14.675  | i.u.    | 14.950  | i.u.    | 15.725  | i.u.    | i.u.      |
| Fabian Hambüchen   | Lag  | 15.800 Q | 13.100  | 14.975  | 16.300  | 16.050 Q | 16.200 Q | 92.425  | 2 Q       | 15.875  | i.u.    | 15.175  | 16.175  | 15.950  | 15.100  | i.u.    | i.u.      |
| Robert Juckel      | Lag  | 14.850   | 14.850  | 14.425  | 15.050  | i.u.     | 14.750   | i.u.    | i.u.      | i.u.    | 14.900  | 14.925  | i.u.    | i.u.    | 14.825  | i.u.    | i.u.      |
| Marcel Nguyen      | Lag  | 15.425   | i.u.    | 14.850  | 16.225  | 14.875   | 14.450   | i.u.    | i.u.      | 15.475  | i.u.    | i.u.    | 15.875  | 14.400  | i.u.    | i.u.    | i.u.      |
| Eugen Spiridonov   | Lag  | 15.025   | 14.475  | i.u.    | 15.650  | 15.450   | 14.400   | i.u.    | i.u.      | 14.875  | i.u.    | i.u.    | i.u.    | 15.075  | i.u.    | i.u.    | i.u.      |
| Totalt             | Lag  | 61.100   | 58.900  | 60.000  | 64.375  | 61.500   | 59.800   | 365.675 | 5 Q       | 46.225  | 44.650  | 45.650  | 47.000  | 45.425  | 45.650  | 274.600 | 4         |

Individuella finaler
| Gymnast          | Gren       | Redskap | Redskap | Redskap | Redskap | Redskap | Redskap | Totalt | Placering |
| Gymnast          | Gren       | F       | PH      | R       | V       | PB      | HB      | Totalt | Placering |
| ---------------- | ---------- | ------- | ------- | ------- | ------- | ------- | ------- | ------ | --------- |
| Philipp Boy      | Mångkamp   | 15.075  | 14.875  | 14.825  | 15.400  | 15.050  | 15.450  | 90.675 | 13        |
| Fabian Hambüchen | Mångkamp   | 15.625  | 14.375  | 15.025  | 15.975  | 15.275  | 15.400  | 91.675 | 7         |
| Fabian Hambüchen | Fristående | 15.650  | i.u.    | i.u.    | i.u.    | i.u.    | i.u.    | 15.650 | 4         |
| Fabian Hambüchen | Barr       | i.u.    | i.u.    | i.u.    | i.u.    | 15.975  | i.u.    | 15.975 | 4         |
| Fabian Hambüchen | Räck       | i.u.    | i.u.    | i.u.    | i.u.    | i.u.    | 15.650  | 15.650 | 3         |

Damer
Lag
| Gymnast                 | Gren        | Kval    | Kval     | Kval    | Kval    | Kval    | Kval      | Final            | Final            | Final            | Final            | Final            | Final            |
| Gymnast                 | Gren        | Redskap | Redskap  | Redskap | Redskap | Totalt  | Placering | Redskap          | Redskap          | Redskap          | Redskap          | Totalt           | Placering        |
| Gymnast                 | Gren        | F       | V        | UB      | BB      | Totalt  | Placering | F                | V                | UB               | BB               | Totalt           | Placering        |
| ----------------------- | ----------- | ------- | -------- | ------- | ------- | ------- | --------- | ---------------- | ---------------- | ---------------- | ---------------- | ---------------- | ---------------- |
| Katja Abel              | Lagmångkamp | 13.475  | 14.250   | 14.650  | 14.075  | 56.450  | 40        | Gick inte vidare | Gick inte vidare | Gick inte vidare | Gick inte vidare | Gick inte vidare | Gick inte vidare |
| Daria Bijak             | Lagmångkamp | 14.475  | 14.175   | 14.650  | 11.150  | 54.450  | 51        | Gick inte vidare | Gick inte vidare | Gick inte vidare | Gick inte vidare | Gick inte vidare | Gick inte vidare |
| Anja Brinker            | Lagmångkamp | i.u.    | i.u.     | 15.125  | i.u.    | i.u.    | i.u.      | Gick inte vidare | Gick inte vidare | Gick inte vidare | Gick inte vidare | Gick inte vidare | Gick inte vidare |
| Oksana Chusovitina      | Lagmångkamp | 14.450  | 15.800 Q | 14.725  | 14.400  | 59.375  | 14 Q      | Gick inte vidare | Gick inte vidare | Gick inte vidare | Gick inte vidare | Gick inte vidare | Gick inte vidare |
| Marie-Sophie Hindermann | Lagmångkamp | 12.400  | 14.925   | 13.125  | 13.425  | 53.875  | 55        | Gick inte vidare | Gick inte vidare | Gick inte vidare | Gick inte vidare | Gick inte vidare | Gick inte vidare |
| Joeline Möbius          | Lagmångkamp | 14.275  | 13.675   | i.u.    | 13.925  | i.u.    | i.u.      | Gick inte vidare | Gick inte vidare | Gick inte vidare | Gick inte vidare | Gick inte vidare | Gick inte vidare |
| Totalt                  | Lagmångkamp | 56.675  | 59.150   | 59.150  | 55.825  | 230.800 | 12        | Gick inte vidare | Gick inte vidare | Gick inte vidare | Gick inte vidare | Gick inte vidare | Gick inte vidare |

Individuella finaler
| Gymnast            | Gren     | Redskap | Redskap | Redskap | Redskap | Totalt | Placering |
| Gymnast            | Gren     | F       | V       | UB      | BB      | Totalt | Placering |
| ------------------ | -------- | ------- | ------- | ------- | ------- | ------ | --------- |
| Oksana Chusovitina | Mångkamp | 14.600  | 15.750  | 14.900  | 14.875  | 60.125 | 9         |
| Oksana Chusovitina | Hopp     | i.u.    | 15.575  | i.u.    | i.u.    | 15.575 | 2         |

### Trampolin
| Gymnast        | Gren   | Kval  | Kval      | Final            | Final            |
| Gymnast        | Gren   | Poäng | Placering | Poäng            | Placering        |
| -------------- | ------ | ----- | --------- | ---------------- | ---------------- |
| Henrik Stehlik | Herrar | 64.60 | 16        | Gick inte vidare | Gick inte vidare |
| Anna Dogonadze | Damer  | 64.30 | 7 Q       | 18.90            | 8                |

## Handboll
- Huvudartikel: Handboll vid olympiska sommarspelen 2008

Damer
Gruppspel
| Nr | Land      | SM | V | O | F | GM  | IM  | MS  | Poäng |
| -- | --------- | -- | - | - | - | --- | --- | --- | ----- |
| 1  | Ryssland  | 5  | 4 | 1 | 0 | 148 | 125 | +23 | 9     |
| 2  | Sydkorea  | 5  | 3 | 1 | 1 | 155 | 127 | +28 | 7     |
| 3  | Ungern    | 5  | 2 | 1 | 2 | 129 | 142 | -13 | 5     |
| 4  | Sverige   | 5  | 2 | 0 | 3 | 123 | 137 | -14 | 4     |
| 5  | Brasilien | 5  | 1 | 1 | 2 | 124 | 137 | -13 | 3     |
| 6  | Tyskland  | 5  | 1 | 0 | 4 | 123 | 134 | -11 | 2     |

Herrar
Gruppspel
| Nr | Land     | SM | V | O | F | GM  | IM  | MS | Poäng |
| -- | -------- | -- | - | - | - | --- | --- | -- | ----- |
| 1  | Sydkorea | 5  | 3 | 0 | 2 | 122 | 129 | -7 | 6     |
| 2  | Danmark  | 5  | 2 | 2 | 1 | 137 | 131 | +6 | 5     |
| 3  | Island   | 5  | 2 | 2 | 1 | 151 | 146 | +5 | 6     |
| 4  | Ryssland | 5  | 2 | 1 | 2 | 136 | 131 | +5 | 5     |
| 5  | Tyskland | 5  | 2 | 1 | 2 | 126 | 130 | -4 | 6     |
| 6  | Egypten  | 5  | 0 | 2 | 3 | 127 | 132 | -5 | 2     |

## Judo
Herrar
| Idrottare       | Gren                     | Inledande omgång     | Sextondelsfinal              | Åttondelsfinal               | Kvartsfinal              | Semifinal                 | Återkval 1                    | Återkval 2              | Återkval 3           | Final / BM                | Final / BM       |
| Idrottare       | Gren                     | Motståndare Resultat | Motståndare Resultat         | Motståndare Resultat         | Motståndare Resultat     | Motståndare Resultat      | Motståndare Resultat          | Motståndare Resultat    | Motståndare Resultat | Motståndare Resultat      | Placering        |
| --------------- | ------------------------ | -------------------- | ---------------------------- | ---------------------------- | ------------------------ | ------------------------- | ----------------------------- | ----------------------- | -------------------- | ------------------------- | ---------------- |
| Ole Bischof     | Halv mellanvikt (-81 kg) | BYE                  | Azizov (AZE) W 0020–0011     | Stevens (USA) W 0011–0001    | Camilo (BRA) W 0200–0000 | Gontiuk (UKR) W 0011–0001 | BYE                           | BYE                     | BYE                  | Kim J-B (KOR) W 0010–0000 | 1                |
| Michael Pinske  | Mellanvikt (-90 kg)      | i.u.                 | Aschwanden (SUI) L 0000–0010 | Gick inte vidare             | Gick inte vidare         | Gick inte vidare          | Gick inte vidare              | Gick inte vidare        | Gick inte vidare     | Gick inte vidare          | Gick inte vidare |
| Benjamin Behrla | Halv tungvikt (-100 kg)  | i.u.                 | Gasymov (RUS) W 1100–0001    | Naidangiin (MGL) L 0001–0021 | Gick inte vidare         | Gick inte vidare          | Suzuki (JPN) W 1000–0000      | Jang (KOR) L 0000–1000  | Gick inte vidare     | Gick inte vidare          | Gick inte vidare |
| Andreas Tölzer  | Tungvikt (+100 kg)       | BYE                  | Tangriyev (UZB) L 0000–0211  | Gick inte vidare             | Gick inte vidare         | Gick inte vidare          | Wojnarowicz (POL) W 0100–0010 | Riner (FRA) L 0010–0020 | Gick inte vidare     | Gick inte vidare          | Gick inte vidare |

Damer
| Idrottare        | Gren                     | Sextondelsfinal               | Åttondelsfinal             | Kvartsfinal                 | Semifinal                   | Återkval 1                   | Återkval 2                  | Återkval 3                 | Final / BM               | Final / BM       |
| Idrottare        | Gren                     | Motståndare Resultat          | Motståndare Resultat       | Motståndare Resultat        | Motståndare Resultat        | Motståndare Resultat         | Motståndare Resultat        | Motståndare Resultat       | Motståndare Resultat     | Placering        |
| ---------------- | ------------------------ | ----------------------------- | -------------------------- | --------------------------- | --------------------------- | ---------------------------- | --------------------------- | -------------------------- | ------------------------ | ---------------- |
| Michaela Baschin | Extra lättvikt (-48 kg)  | BYE                           | Moussa (ALG) W 0101–0000   | Bermoy (CUB) L 0000–0001    | Gick inte vidare            | BYE                          | Bogdanova (RUS) L 0000–0001 | Gick inte vidare           | Gick inte vidare         | Gick inte vidare |
| Romy Tarangul    | Halv lättvikt (-52 kg)   | Djuraeva (UZB) W 1101–0000    | Nakamura (JPN) L 0000–0001 | Gick inte vidare            | Gick inte vidare            | BYE                          | Heylen (BEL) L 0000–0002    | Gick inte vidare           | Gick inte vidare         | Gick inte vidare |
| Yvonne Bönisch   | Lättvikt (-57 kg)        | Quintavalle (ITA) L 0001–0101 | Gick inte vidare           | Gick inte vidare            | Gick inte vidare            | Khishigbat (MGL) W 0110–0001 | Harel (FRA) L 0000–0001     | Gick inte vidare           | Gick inte vidare         | Gick inte vidare |
| Anna von Harnier | Halv mellanvikt (-63 kg) | A'etonu (ASA) W 1000–0000     | Battögs (MGL) W 1001–0000  | Décosse (FRA) L 0001 - 1001 | Gick inte vidare            | BYE                          | Žolnir (SLO) L 0000–0200    | Gick inte vidare           | Gick inte vidare         | Gick inte vidare |
| Annett Böhm      | Mellanvikt (-70 kg)      | Mendy (SEN) W 1000–0000       | Smal (UKR) W 1001–0010     | Iglesias (ESP) W 1000–0000  | Hernández (CUB) L 0010–1000 | BYE                          | BYE                         | BYE                        | Rousey (USA) L 0001–0010 | 5                |
| Heide Wollert    | Halv tungvikt (-78 kg)   | Pryshchepa (UKR) W 0011–0010  | Yusuf (NGR) W 1000–0000    | Jeong (KOR) L 0000–1002     | Gick inte vidare            | BYE                          | Rogers (GBR) W 0010–0001    | Possamaï (FRA) L 0000–0200 | Gick inte vidare         | Gick inte vidare |
| Sandra Köppen    | Tungvikt (+78 kg)        | BYE                           | Shepherd (AUS) L 0000–0110 | Gick inte vidare            | Gick inte vidare            | Gick inte vidare             | Gick inte vidare            | Gick inte vidare           | Gick inte vidare         | Gick inte vidare |

## Kanotsport
Slalom
| Jan Benzien                    | Herrarnas C-1 slalom | 85.92 | 3 | 84.58 | 2 | 170.50 | 2 Q | 95.15  | 12  | Gick inte vidare | Gick inte vidare | Gick inte vidare | Gick inte vidare |
| Alexander Grimm                | Herrarnas K-1 slalom | 84.90 | 2 | 84.36 | 4 | 169.26 | 4 Q | 87.31  | 4 Q | 84.39            | 1                | 171.70           | 1                |
| Felix Michel Sebastian Piersig | Herrarnas C-2 slalom | 96.04 | 3 | 96.33 | 4 | 192.37 | 5 Q | 94.38  | 1 Q | 110.05           | 6                | 204.43           | 6                |
| Jennifer Bongardt              | Damernas K-1 slalom  | 92.79 | 1 | 94.58 | 5 | 189.37 | 4 Q | 203.29 | 15  | Gick inte vidare | Gick inte vidare | Gick inte vidare | Gick inte vidare |

Sprint
| Kanotist                                                            | Gren                 | Heat     | Heat      | Semifinal | Semifinal | Final            | Final            |
| Kanotist                                                            | Gren                 | Tid      | Placering | Tid       | Placering | Tid              | Placering        |
| ------------------------------------------------------------------- | -------------------- | -------- | --------- | --------- | --------- | ---------------- | ---------------- |
| Andreas Dittmer                                                     | Herrarnas C-1 500 m  | 1:49.527 | 4 QS      | 1:53.182  | 4         | Gick inte vidare | Gick inte vidare |
| Andreas Dittmer                                                     | Herrarnas C-1 1000 m | 4:00.505 | 2 QS      | 3:58.595  | 2 Q       | 3:57.894         | 8                |
| Jonas Ems                                                           | Herrarnas K-1 500 m  | 1:38.819 | 2 QS      | 1:44.717  | 6         | Gick inte vidare | Gick inte vidare |
| Max Hoff                                                            | Herrarnas K-1 1000 m | 3:30.316 | 3 QS      | 3:32.847  | 1 Q       | 3:29.391         | 5                |
| Christian Gille Thomasz Wylenzek                                    | Herrarnas C-2 500 m  | 1:41.513 | 1 QF      | BYE       | BYE       | 1:41.964         | 3                |
| Christian Gille Thomasz Wylenzek                                    | Herrarnas C-2 1000 m | 3:40.939 | 1 QF      | BYE       | BYE       | 3:36.588         | 2                |
| Martin Hollstein Andreas Ihle                                       | Herrarnas K-2 1000 m | 3:15.987 | 1 QF      | BYE       | BYE       | 3:11.809         | 1                |
| Ronald Rauhe Tim Wieskötter                                         | Herrarnas K-2 500 m  | 1:28.736 | 1 QF      | BYE       | BYE       | 1:28.827         | 2                |
| Lutz Altepost Norman Bröckl Torsten Eckbrett Björn Goldschmidt      | Herrarnas K-4 1000 m | 2:57.148 | 1 QF      | BYE       | BYE       | 2:56.676         | 3                |
| Katrin Wagner-Augustin                                              | Damernas K-1 500 m   | 1:48.875 | 1 QF      | BYE       | BYE       | 1:51.022         | 3                |
| Fanny Fischer Nicole Reinhardt                                      | Damernas K-2 500 m   | 1:43.412 | 1 QF      | BYE       | BYE       | 1:42.899         | 4                |
| Fanny Fischer Nicole Reinhardt Katrin Wagner-Augustin Conny Waßmuth | Damernas K-4 500 m   | 1:33.912 | 1 QF      | BYE       | BYE       | 1:32.231         | 1                |

## Landhockey
Herrar
Coach: Markus Weise
| 1. Philip Witte 2. Maximilian Müller 3. Sebastian Biederlack 4. Carlos Nevado 5. Moritz Fürste 6. Tobias Hauke 7. Tibor Weissenborn 8. Benjamin Wess | 1. Niklas Meinert 2. Timo Wess (c) 3. Oliver Korn 4. Christopher Zeller 5. Max Weinhold (GK) 6. Matthias Witthaus 7. Florian Keller 8. Philipp Zeller |

Reserver:
1. Christian Schulte
2. Jan-Marco Montag

Gruppspel
|             | Pld | W | D | L | GF | GA | GD | Pts |
| ----------- | --- | - | - | - | -- | -- | -- | --- |
| Spanien     | 5   | 4 | 0 | 1 | 9  | 5  | +4 | 12  |
| Tyskland    | 5   | 3 | 2 | 0 | 12 | 6  | +6 | 11  |
| Sydkorea    | 5   | 2 | 1 | 2 | 13 | 11 | +2 | 7   |
| Nya Zeeland | 5   | 2 | 1 | 2 | 10 | 9  | +1 | 7   |
| Belgien     | 5   | 1 | 1 | 3 | 9  | 13 | −4 | 4   |
| Kina        | 5   | 0 | 1 | 4 | 7  | 16 | −9 | 1   |

Slutspel
|  | Semifinaler     | Semifinaler     |   |                 | Final           | Final |  |
|  |                 |                 |   |                 |                 |       |  |
|  | 21 augusti 2008 |                 |   |                 |                 |       |  |
|  | Nederländerna   | 1 (3)           |   |                 |                 |       |  |
|  | Tyskland (p.s.) | 1 (4)           |   |                 |                 |       |  |
|  |                 |                 |   |                 |                 |       |  |
|  |                 |                 |   |                 | 23 augusti 2008 |       |  |
|  |                 |                 |   |                 | Tyskland        | 1     |  |
|  |                 | Spanien         | 0 |                 |                 |       |  |
|  |                 |                 |   |                 |                 |       |  |
|  |                 |                 |   |                 |                 |       |  |
|  |                 |                 |   |                 | Bronsmatch      |       |  |
|  | 21 augusti 2008 | 21 augusti 2008 |   | 23 augusti 2008 | 23 augusti 2008 |       |  |
|  | Spanien         | 3               |   | Nederländerna   | 2               |       |  |
|  | Australien      | 2               |   |                 | Australien      | 6     |  |

Damer
Coach: Michael Behrmann
| 1. Tina Bachmann 2. Mandy Haase 3. Natascha Keller 4. Martina Heinlein 5. Eileen Hoffmann 6. Marion Rodewald (c) 7. Katharina Scholz 8. Fanny Rinne | 1. Anke Kühn 2. Janine Beermann 3. Maike Stöckel 4. Janne Müller-Wieland 5. Christina Schütze 6. Pia Eidmann 7. Julia Müller 8. Kristina Reynolds (GK) |

Reserver:
1. Yvonne Frank
2. Lina Geyer

Gruppspel
|                | Pld | W | D | L | GF | GA | GD | Pts |
| -------------- | --- | - | - | - | -- | -- | -- | --- |
| Tyskland       | 5   | 4 | 0 | 1 | 12 | 8  | +4 | 12  |
| Argentina      | 5   | 3 | 2 | 0 | 13 | 7  | +6 | 11  |
| Storbritannien | 5   | 2 | 2 | 1 | 7  | 9  | −2 | 8   |
| USA            | 5   | 1 | 3 | 1 | 9  | 8  | +1 | 6   |
| Japan          | 5   | 1 | 1 | 3 | 5  | 7  | −2 | 4   |
| Nya Zeeland    | 5   | 0 | 0 | 5 | 6  | 13 | −7 | 0   |

Slutspel
|  | Semifinaler     | Semifinaler     |   |                 | Final           | Final |  |
|  |                 |                 |   |                 |                 |       |  |
|  | 20 augusti 2008 |                 |   |                 |                 |       |  |
|  | Tyskland        | 2               |   |                 |                 |       |  |
|  | Kina            | 3               |   |                 |                 |       |  |
|  |                 |                 |   |                 |                 |       |  |
|  |                 |                 |   |                 | 22 augusti 2008 |       |  |
|  |                 |                 |   |                 | Kina            | 0     |  |
|  |                 | Nederländerna   | 2 |                 |                 |       |  |
|  |                 |                 |   |                 |                 |       |  |
|  |                 |                 |   |                 |                 |       |  |
|  |                 |                 |   |                 | Bronsmatch      |       |  |
|  | 20 augusti 2008 | 20 augusti 2008 |   | 22 augusti 2008 | 22 augusti 2008 |       |  |
|  | Nederländerna   | 5               |   | Tyskland        | 1               |       |  |
|  | Argentina       | 2               |   |                 | Argentina       | 3     |  |

## Modern femkamp
| Idrottare        | Gren   | Skytte (10 meter luftpistol) | Skytte (10 meter luftpistol) | Skytte (10 meter luftpistol) | Fäktning (värja) | Fäktning (värja) | Fäktning (värja) | Simning (200 m frisim) | Simning (200 m frisim) | Simning (200 m frisim) | Ridsport (hästhoppning) | Ridsport (hästhoppning) | Ridsport (hästhoppning) | Löpning (3000 m) | Löpning (3000 m) | Löpning (3000 m) | Totalpoäng | Slutresultat |
| Idrottare        | Gren   | Poäng                        | Placering                    | MF-poäng                     | Resultat         | Placering        | MF-poäng         | Tid                    | Placering              | MF-poäng               | Straff                  | Placering               | MF-poäng                | Tid              | Placering        | MF-poäng         | Totalpoäng | Slutresultat |
| ---------------- | ------ | ---------------------------- | ---------------------------- | ---------------------------- | ---------------- | ---------------- | ---------------- | ---------------------- | ---------------------- | ---------------------- | ----------------------- | ----------------------- | ----------------------- | ---------------- | ---------------- | ---------------- | ---------- | ------------ |
| Steffen Gebhardt | Herrar | 183                          | 15                           | 1132                         | 18–17            | 13               | 832              | 2:06,84                | 19                     | 1280                   | 72                      | 5                       | 1128                    | 9:33,97          | 19               | 1108             | 5480       | 5            |
| Eric Walther     | Herrar | 172                          | 30                           | 1000                         | 20–15            | 7                | 880              | 2:00,84                | 3                      | 1352                   | 308                     | 26                      | 892                     | 9:18,55          | 5                | 1168             | 5292       | 16           |
| Lena Schöneborn  | Damer  | 177                          | 20                           | 1060                         | 28–7             | 1                | 1072             | 2:16,91                | 10                     | 1280                   | 28                      | 4                       | 1172                    | 10:28,82         | 9                | 1208             | 5792       | 1            |
| Eva Trautmann    | Damer  | 168                          | 33                           | 952                          | 9–26             | 34               | 616              | 2:17,17                | =13                    | 1376                   | 176                     | 28                      | 1024                    | 10:40,25         | 13               | 1160             | 5082       | 29           |

## Ridsport

### Dressyr
| Idrottare                                    | Häst      | Gren                 | Grand Prix | Grand Prix | Grand Prix Special | Grand Prix Special | Grand Prix Fristil | Grand Prix Fristil | Totalt           | Totalt           |
| Idrottare                                    | Häst      | Gren                 | Poäng      | Placering  | Poäng              | Placering          | Poäng              | Placering          | Poäng            | Placering        |
| -------------------------------------------- | --------- | -------------------- | ---------- | ---------- | ------------------ | ------------------ | ------------------ | ------------------ | ---------------- | ---------------- |
| Nadine Capellmann                            | Elvis VA  | Individuell dressyr  | 70,083     | 9 Q        | 67,240             | 17                 | Gick inte vidare   | Gick inte vidare   | Gick inte vidare | Gick inte vidare |
| Heike Kemmer                                 | Bonaparte | Individuell dressyr  | 72,250     | 3 Q        | 72,960             | 3 Q                | 75,950             | 4                  | 74,445           | 3                |
| Isabell Werth                                | Satchmo   | Individuell dressyr  | 76,417     | 1 Q        | 75,200             | 1 Q                | 78,100             | 2                  | 76,650           | 2                |
| Nadine Capellmann Heike Kemmer Isabell Werth | Se ovan   | Lagtävling i dressyr | 72,917     | 1          | i.u.               | i.u.               | i.u.               | i.u.               | 72,917           | 1                |

### Fälttävlan
| Ryttare                                                                    | Häst                | Gren                    | Dressyr | Dressyr   | Terräng | Terräng | Terräng   | Hoppning | Hoppning | Hoppning  | Hoppning         | Hoppning         | Hoppning         | Totalt | Totalt    |
| Ryttare                                                                    | Häst                | Gren                    | Dressyr | Dressyr   | Terräng | Terräng | Terräng   | Kval     | Kval     | Kval      | Final            | Final            | Final            | Totalt | Totalt    |
| Ryttare                                                                    | Häst                | Gren                    | Straff  | Placering | Straff  | Totalt  | Placering | Straff   | Totalt   | Placering | Straff           | Totalt           | Placering        | Straff | Placering |
| -------------------------------------------------------------------------- | ------------------- | ----------------------- | ------- | --------- | ------- | ------- | --------- | -------- | -------- | --------- | ---------------- | ---------------- | ---------------- | ------ | --------- |
| Andreas Dibowski                                                           | Butts Leon          | Individuell fälttävlan  | 39,60   | 11        | 17,60   | 57,20   | 8         | 0,00     | 57,20    | 5 Q       | 8,00             | 65,20            | 8                | 65,20  | 8         |
| Ingrid Klimke                                                              | Abraxxas            | Individuell fälttävlan  | 33,50   | 3         | 17,20   | 50,70   | 2         | 4,00     | 54,70    | 2 Q       | 5,00             | 59,70            | 5                | 59,70  | 5         |
| Frank Ostholt                                                              | Mr, Medicott        | Individuell fälttävlan  | 44,60 # | 21        | 13,20   | 57,80 # | 12        | 0,00     | 57,80 #  | 8         | Gick inte vidare | Gick inte vidare | Gick inte vidare | 57,80  | 25        |
| Hinrich Romeike                                                            | Marius              | Individuell fälttävlan  | 37,40   | 7         | 12,80   | 50,20   | 1         | 4,00     | 54,20    | 1 Q       | 0,00             | 54,20            | 1                | 54,20  | 1         |
| Peter Thomsen                                                              | The Ghost of Hamish | Individuell fälttävlan  | 53,30 # | 46        | 25,60   | 98,90 # | 44        | 4,00     | 102,90 # | 38        | Gick inte vidare | Gick inte vidare | Gick inte vidare | 102,90 | 38        |
| Andreas Dibowski Ingrid Klimke Frank Ostholt Hinrich Romeike Peter Thomsen | Se ovan             | Lagtävling i fälttävlan | 110,50  | 2         | 47,60   | 158,10  | 1         | 8,00     | 166,10   | 1         | i.u.             | i.u.             | i.u.             | 166,10 | 1         |

### Hoppning
| Ryttare                                                                     | Häst             | Gren                  | Kval     | Kval      | Kval     | Kval     | Kval      | Kval     | Kval     | Kval      | Final            | Final            | Final            | Final            | Final            | Totalt | Totalt    |
| Ryttare                                                                     | Häst             | Gren                  | Omgång 1 | Omgång 1  | Omgång 2 | Omgång 2 | Omgång 2  | Omgång 3 | Omgång 3 | Omgång 3  | Omgång A         | Omgång A         | Omgång B         | Omgång B         | Omgång B         | Totalt | Totalt    |
| Ryttare                                                                     | Häst             | Gren                  | Straff   | Placering | Straff   | Totalt   | Placering | Straff   | Totalt   | Placering | Straff           | Placering        | Straff           | Totalt           | Placering        | Straff | Placering |
| --------------------------------------------------------------------------- | ---------------- | --------------------- | -------- | --------- | -------- | -------- | --------- | -------- | -------- | --------- | ---------------- | ---------------- | ---------------- | ---------------- | ---------------- | ------ | --------- |
| Christian Ahlmann                                                           | Coster           | Individuell hoppning  | 10       | =56       | 8        | 18       | 40 Q      | 4        | 22       | 31        | Gick inte vidare | Gick inte vidare | Gick inte vidare | Gick inte vidare | Gick inte vidare | 22     | 31        |
| Ludger Beerbaum                                                             | All Inclusive    | Individuell hoppning  | 10       | =56       | 8        | 18       | 40 Q      | 6        | 24       | 33 Q      | 4                | 11 Q             | 0                | 4                | =3 JO            | 8      | 7         |
| Marco Kutscher                                                              | Cornet Obolensky | Individuell hoppning  | 6        | 46        | 13       | 19       | 44 Q      | 29       | 38       | 43        | Gick inte vidare | Gick inte vidare | Gick inte vidare | Gick inte vidare | Gick inte vidare | 38     | 43        |
| Meredith Michaels-Beerbaum                                                  | Shutterfly       | Individuell hoppning  | 6        | 46        | 4        | 10       | 26 Q      | 4        | 14       | 16 Q      | 4                | 11 Q             | 0                | 4                | =3 JO            | 4      | 4         |
| Christian Ahlmann Ludger Beerbaum Marco Kutscher Meredith Michaels-Beerbaum | Se ovan          | Lagtävling i hoppning | i.u.     | i.u.      | i.u.     | i.u.     | i.u.      | i.u.     | i.u.     | i.u.      | 20               | 8                | 14               | 34               | =4               | 34     | =4        |

## Rodd
Herrar
| Idrottare | Gren                        | Heat    | Heat      | Återkval | Återkval  | Kvartsfinal | Kvartsfinal | Semifinal | Semifinal | Final            | Final            | Final |
| Idrottare | Gren                        | Tid     | Placering | Tid      | Placering | Tid         | Placering   | Tid       | Placering | Tid              | Placering        |       |
| --- | --------------------------- | ------- | --------- | -------- | --------- | ----------- | ----------- | --------- | --------- | ---------------- | ---------------- | ----- |
| Marcel Hacker | Singelsculler               | 7:26,71 | 2 QF      | i.u.     | i.u.      | 6:48,85     | 1 SA/B      | 7:03,05   | 4 FB      | 7:07,82          | 7                |       |
| Felix Drahotta Tom Lehmann | Tvåa utan styrman           | 6:48,60 | 3 SA/B    | BYE      | BYE       | i.u.        | i.u.        | 6:37,26   | 3 FA      | 6:47,40          | 4                |       |
| Karsten Brodowski Clemens Wenzel | Dubbelsculler               | 6:29,60 | 3 SA/B    | BYE      | BYE       | i.u.        | i.u.        | 6:28,46   | 6 FB      | 6:37,97          | 9                |       |
| Manuel Brehmer Jonathan Koch | Lättvikts-dubbelsculler     | 6:21,99 | 3 R       | 6:41,48  | 1 SA/B    | i.u.        | i.u.        | 6:37,07   | 4 FB      | 6:28,66          | 9                |       |
| Philipp Adamski Gregor Hauffe Urs Käufer Toni Seifert                                                                                          | Fyra utan styrman           | 6:00,95 | 2 SA/B    | BYE      | BYE       | i.u.        | i.u.        | 5:58,72   | 3 FA      | 6:19,63          | 6                |       |
| René Bertram Hans Gruhne Stephan Krüger Christian Schreiber                                                                                    | Scullerfyra                 | 5:43,48 | 2 SA/B    | BYE      | BYE       | i.u.        | i.u.        | 5:53,56   | 3 FA      | 5:50,96          | 6                |       |
| Jochen Kühner Martin Kühner Jost Schömann-Finck Bastian Seibt                                                                                  | Lättvikts-fyra utan styrman | 5:50,16 | 1 SA/B    | BYE      | BYE       | i.u.        | i.u.        | DNS       | DNS       | Gick inte vidare | Gick inte vidare |       |
| Florian Eichner Matthias Flach Florian Mennigen Philipp Naruhn Andreas Penkner Sebastian Schmidt Peter Thiede (cox) Jochen Urban Kristof Wilke | Åtta med styrman            | 5:37,56 | 4 R       | 5:47,05  | 6 FB      | i.u.        | i.u.        | i.u.      | i.u.      | 5:36,89          | 8                |       |

Damer
| Idrottare | Gren                    | Heat    | Heat      | Återkval | Återkval  | Semifinal | Semifinal | Final            | Final            | Final |
| Idrottare | Gren                    | Tid     | Placering | Tid      | Placering | Tid       | Placering | Tid              | Placering        |       |
| --- | ----------------------- | ------- | --------- | -------- | --------- | --------- | --------- | ---------------- | ---------------- | ----- |
| Maren Derlien Lenka Wech | Tvåa utan styrman       | 7:28,66 | 2 R       | 7:27,02  | 2 FA      | i.u.      | i.u.      | 7:25,73          | 4                |       |
| Christiane Huth Annekatrin Thiele | Dubbelsculler           | 7:09,06 | 2 R       | 6:55,96  | 2 FA      | i.u.      | i.u.      | 7:07,33          | 2                |       |
| Berit Carow Marie-Louise Dräger | Lättvikts-dubbelsculler | 6:51,96 | 1 SA/B    | BYE      | BYE       | 7:04,95   | 3 FA      | 6:56,72          | 4                |       |
| Christina Hennings Elke Hippler Kerstin Naumann Katrin Reinert Annina Ruppel (cox) Magdalena Schmude Nadine Schmutzler Nina Wengert Nicole Zimmermann | Åtta med styrman        | 6:14,42 | 4 R       | 6:14,45  | 5         | i.u.      | i.u.      | Gick inte vidare | Gick inte vidare |       |

## Segling
Herrar
| Seglare                    | Gren    | Lopp | Lopp | Lopp | Lopp | Lopp | Lopp | Lopp | Lopp | Lopp | Lopp | Lopp | Summerad poäng | Finalplacering |
| Seglare                    | Gren    | 1    | 2    | 3    | 4    | 5    | 6    | 7    | 8    | 9    | 10   | M*   | Summerad poäng | Finalplacering |
| -------------------------- | ------- | ---- | ---- | ---- | ---- | ---- | ---- | ---- | ---- | ---- | ---- | ---- | -------------- | -------------- |
| Ingo Borkowski Marc Pickel | Starbåt | 2    | 14   | 1    | 8    | 3    | 8    | 14   | 10   | 6    | 10   | 8    | 70             | 7              |

M = Medaljlopp; EL = Eliminerad – gick inte vidare till medaljloppet;
Damer
| Seglare                                  | Gren         | Lopp | Lopp | Lopp | Lopp | Lopp | Lopp | Lopp | Lopp | Lopp | Lopp | Lopp | Summerad poäng | Finalplacering |
| Seglare                                  | Gren         | 1    | 2    | 3    | 4    | 5    | 6    | 7    | 8    | 9    | 10   | M*   | Summerad poäng | Finalplacering |
| ---------------------------------------- | ------------ | ---- | ---- | ---- | ---- | ---- | ---- | ---- | ---- | ---- | ---- | ---- | -------------- | -------------- |
| Petra Niemann                            | Laser radial | 20   | 20   | 19   | 8    | BFD  | 7    | 4    | 17   | 14   | CAN  | EL   | 109            | 15             |
| Vivien Kussatz Stefanie Rothweiler       | 470          | 7    | 6    | 11   | 9    | 5    | 12   | OCS  | 8    | 8    | 12   | 12   | 90             | 9              |
| Julia Bleck Ute Hoepfner Ulrike Schümann | Yngling      | 8    | 7    | 7    | 11   | 11   | 3    | 5    | 13   | CAN  | CAN  | 4    | 56             | 4              |

M = Medaljlopp; EL = Eliminerad – gick inte vidare till medaljloppet;
Öppen
| Seglare                            | Gren    | Lopp | Lopp | Lopp | Lopp | Lopp | Lopp | Lopp | Lopp | Lopp | Lopp | Lopp | Lopp | Lopp | Lopp | Lopp | Lopp | Summerad poäng | Finalplacering |
| Seglare                            | Gren    | 1    | 2    | 3    | 4    | 5    | 6    | 7    | 8    | 9    | 10   | 11   | 12   | 13   | 14   | 15   | M*   | Summerad poäng | Finalplacering |
| ---------------------------------- | ------- | ---- | ---- | ---- | ---- | ---- | ---- | ---- | ---- | ---- | ---- | ---- | ---- | ---- | ---- | ---- | ---- | -------------- | -------------- |
| Hannes Peckolt Jan-Peter Peckolt   | 49er    | 16   | 6    | 11   | 6    | 3    | 2    | 2    | 12   | 4    | 5    | 4    | 7    | CAN  | CAN  | CAN  | 4    | 66             | 3              |
| Johannes Polgar Florian Sparteholz | Tornado | 10   | 7    | 11   | 5    | 6    | 1    | 5    | 13   | 4    | 3    | i.u. | i.u. | i.u. | i.u. | i.u. | DNF  | 74             | 8              |

M = Medaljlopp; EL = Eliminerad – gick inte vidare till medaljloppet;

## Simning
- Huvudartikel: Simning vid olympiska sommarspelen 2008

## Simhopp
Herrar
| Idrottare                     | Gren             | Kval   | Kval      | Semifinal | Semifinal | Final            | Final            |
| Idrottare                     | Gren             | Poäng  | Placering | Poäng     | Placering | Poäng            | Placering        |
| ----------------------------- | ---------------- | ------ | --------- | --------- | --------- | ---------------- | ---------------- |
| Patrick Hausding              | 3 m              | 451,65 | 11 Q      | 481,50    | 5 Q       | 462,05           | 8                |
| Pavlo Rozenberg               | 3 m              | 431,65 | 16 Q      | 454,40    | 12 Q      | 485,60           | 5                |
| Patrick Hausding              | 10 m             | 423,40 | 17 Q      | 453,30    | 10 Q      | 448,30           | 9                |
| Sascha Klein                  | 10 m             | 453,80 | 10 Q      | 382,85    | 18        | Gick inte vidare | Gick inte vidare |
| Sascha Klein Pavlo Rozenberg  | 3 m parhoppning  | i.u.   | i.u.      | i.u.      | i.u.      | 402,84           | 6                |
| Patrick Hausding Sascha Klein | 10 m parhoppning | i.u.   | i.u.      | i.u.      | i.u.      | 450,42           | 2                |

Damer
| Idrottare                    | Gren             | Kval   | Kval      | Semifinal        | Semifinal        | Final            | Final            |
| Idrottare                    | Gren             | Poäng  | Placering | Poäng            | Placering        | Poäng            | Placering        |
| ---------------------------- | ---------------- | ------ | --------- | ---------------- | ---------------- | ---------------- | ---------------- |
| Katja Dieckow                | 3 m              | 302,70 | 9 Q       | 263,00           | 18               | Gick inte vidare | Gick inte vidare |
| Ditte Kotzian                | 3 m              | 282,80 | 16 Q      | 292,25           | 15               | Gick inte vidare | Gick inte vidare |
| Annett Gamm                  | 10 m             | 234,30 | 29        | Gick inte vidare | Gick inte vidare | Gick inte vidare | Gick inte vidare |
| Christin Steuer              | 10 m             | 290,80 | 19        | Gick inte vidare | Gick inte vidare | Gick inte vidare | Gick inte vidare |
| Ditte Kotzian Heike Fischer  | 3 m parhoppning  | i.u.   | i.u.      | i.u.             | i.u.             | 318,90           | 3                |
| Annett Gamm Nora Subschinski | 10 m parhoppning | i.u.   | i.u.      | i.u.             | i.u.             | 310,29           | 4                |

## Skytte
- Huvudartikel: Skytte vid olympiska sommarspelen 2008

## Taekwondo
| Idrottare     | Gren             | Åttondelsfinaler      | Kvartsfinaler        | Semifinaer           | Återkval             | Bronsmatch           | Final                | Final            |
| Idrottare     | Gren             | Motståndare Resultat  | Motståndare Resultat | Motståndare Resultat | Motståndare Resultat | Motståndare Resultat | Motståndare Resultat | Placering        |
| ------------- | ---------------- | --------------------- | -------------------- | -------------------- | -------------------- | -------------------- | -------------------- | ---------------- |
| Levent Tuncat | Herrarnas −58 kg | Nikpai (AFG) L 3–4    | Gick inte vidare     | Gick inte vidare     | Gick inte vidare     | Gick inte vidare     | Gick inte vidare     | Gick inte vidare |
| Daniel Manz   | Herrarnas −68 kg | Abduraim (KGZ) W 1–0  | M López (USA) L 1–3  | Gick inte vidare     | Bahave (AFG) W 4–3   | Sung Y-C (TPE) L 3–4 | Gick inte vidare     | 5                |
| Sümeyye Gülec | Damernas −49 kg  | Contreras (VEN) L 2–4 | Gick inte vidare     | Gick inte vidare     | Gick inte vidare     | Gick inte vidare     | Gick inte vidare     | Gick inte vidare |
| Helena Fromm  | Damernas −67 kg  | Barry (GUI) W 6–1     | Ocasio (PUR) L 0–2   | Gick inte vidare     | Gick inte vidare     | Gick inte vidare     | Gick inte vidare     | Gick inte vidare |

## Tennis
| Spelare                         | Gren       | Omgång 1                        | Omgång 2                                   | Åttondelsfinaler         | Kvartsfinaler     | Semifinaler       | Final / BM        | Final / BM       |
| Spelare                         | Gren       | Motståndare Poäng               | Motståndare Poäng                          | Motståndare Poäng        | Motståndare Poäng | Motståndare Poäng | Motståndare Poäng | Placering        |
| ------------------------------- | ---------- | ------------------------------- | ------------------------------------------ | ------------------------ | ----------------- | ----------------- | ----------------- | ---------------- |
| Nicolas Kiefer                  | Herrsingel | Mirnji (BLR) W 6–3, 6–1         | Anderson (RSA) W 6–4, 6–7(4–7), 6–4        | Mathieu (FRA) L 3–6, 5–7 | Gick inte vidare  | Gick inte vidare  | Gick inte vidare  | Gick inte vidare |
| Rainer Schüttler                | Herrsingel | Nishikori (JPN) W 6–4, 5–7, 6–3 | Djokovic (SRB) L 4–6, 2–6                  | Gick inte vidare         | Gick inte vidare  | Gick inte vidare  | Gick inte vidare  | Gick inte vidare |
| Nicolas Kiefer Rainer Schüttler | Herrdubbel | i.u.                            | Knowle / Melzer (AUT) L 7–6(7–3), 3–6, 1–6 | Gick inte vidare         | Gick inte vidare  | Gick inte vidare  | Gick inte vidare  | Gick inte vidare |

## Triathlon
| Triathlet          | Gren                | Simning (1.5 km) | Trans 1 | Cykling (40 km) | Trans 2 | Löpning (10 km) | Total tid  | Placering |
| ------------------ | ------------------- | ---------------- | ------- | --------------- | ------- | --------------- | ---------- | --------- |
| Jan Frodeno        | Herrarnas triathlon | 18:14            | 0:26    | 59:01           | 0:26    | 30:46           | 1:48:53,28 | 1         |
| Christian Prochnow | Herrarnas triathlon | 18:23            | 0:26    | 58:56           | 0:27    | 58:56           | 1:50:33,90 | 15        |
| Daniel Unger       | Herrarnas triathlon | 18:25            | 0:27    | 58:49           | 0:27    | 31:35           | 1:49:43,78 | 6         |
| Anja Dittmer       | Damernas triathlon  | 20:16            | 0:30    | 1:06:08         | 0:33    | 38:18           | 2:05:45,86 | 33        |
| Ricarda Lisk       | Damernas triathlon  | 20:00            | 0:30    | 1:04:12         | 0:39    | 36:46           | 2:02:07,75 | 15        |
| Christiane Pilz    | Damernas triathlon  | 20:00            | 0:33    | 1:04:09         | 0:35    | 38:29           | 2:03:46,82 | 26        |

## Tyngdlyftning
- Huvudartikel: Tyngdlyftning vid olympiska sommarspelen 2008

## Vattenpolo
- Huvudartikel: Vattenpolo vid olympiska sommarspelen 2008

## Volleyboll
- Huvudartikel: Volleyboll vid olympiska sommarspelen 2008